# Герсберг
Герсберг (нім. Hersberg) — громада  в Швейцарії в кантоні Базель-Ланд, округ Лісталь.

## Географія
Громада розташована на відстані близько 70 км на північний схід від Берна, 4 км на схід від Лісталя.
Герсберг має площу 1,7 км², з яких на 11,8% дозволяється будівництво (житлове та будівництво доріг), 38,5% використовуються в сільськогосподарських цілях, 49,7% зайнято лісами, 0% не є продуктивними (річки, льодовики або гори).

## Демографія
2019 року в громаді мешкало 330 осіб (+6,5% порівняно з 2010 роком), іноземців було 12,4%. Густота населення становила 199 осіб/км².
За віковим діапазоном населення розподілялося таким чином: 19,1% — особи молодші 20 років, 53% — особи у віці 20—64 років, 27,9% — особи у віці 65 років та старші. Було 139 помешкань (у середньому 2,4 особи в помешканні).
Із загальної кількості 39 працюючих 15 було зайнятих в первинному секторі, 0 — в обробній промисловості, 24 — в галузі послуг.